# Intervaltraining
Intervaltraining is een trainingsmethode waarbij een periode van hoge intensiteit training wordt afgewisseld met een lage intensiteit training. Door een intervaltraining zal iemand op een hogere intensiteit trainen dan bij een standaard training waardoor de conditie snel verbetert. Het lichaam moet zich aanpassen aan de zware inspanning waardoor men de volgende keer harder kan trainen.
Een voorbeeld van intervaltraining bij lopen kan er uit bestaan voor een beginnend hardloper dat de persoon start met 2 minuten joggen en daarna 1 minuut rust of juist een gevorderde hardloper die hardlopen op 15 km/h afwisselt met hardlopen op 10 km/h.
Intervaltraining kan worden toegepast bij verschillende sporten. Niet alleen bij duursporten (hardlopen, wielrennen etc) maar ook in de fitnesswereld. Een vorm van core stability intervaltraining is tabatatraining. Hierbij oefent men steeds gedurende 20 seconde een bepaalde core stability oefening uit, waarna men vervolgens 10 seconde rust heeft. Dit wordt acht keer herhaald, zodat 1 oefening 4 minuten duurt.